# 412 (numero)
Quattrocentododici (412) è il numero naturale dopo il 411 e prima del 413.

## Proprietà matematiche
- È un numero pari.
- È un numero composto con i seguenti divisori: 1, 2, 4, 103, 206, 412. Poiché la somma dei suoi divisori (escluso il numero stesso) è 316 < 412, è un numero difettivo.
- È un numero noncototiente.
- È un numero palindromo nel sistema di numerazione posizionale a base 3 (120021).
- È un numero di Ulam.
- È un numero nontotiente (per cui la equazione φ(x) = n non ha soluzione).
- È un numero congruente.
- È parte delle terne pitagoriche (309, 412, 515), (412, 10605, 10613), (412, 21216, 21220), (412, 42435, 42437).

## Astronomia
- 412P/WISE è una cometa periodica del sistema solare.
- 412 Elisabetha è un asteroide della fascia principale del sistema solare.

## Astronautica
- Cosmos 412 è un satellite artificiale russo.